# David Brydie Mitchell
Pour les articles homonymes, voir Mitchell.
David Brydie Mitchell (22 octobre 1766 – 22 avril 1837) est un homme politique américain qui fut gouverneur de Géorgie de 1809 à 1813 puis de 1815 à 1817.

## Biographie
David Brydie Mitchell est né le 22 octobre 1766 dans le Perthshire en Écosse. Il émigre à Savannah en Géorgie en 1782 puis acquiert la citoyenneté américaine sept ans plus tard. Il sert à la Chambre des représentants de Géorgie de 1794 à 1796 puis au Sénat de Géorgie de 1804 à 1805. Élu gouverneur de Géorgie de 1809, il occupe ce poste jusqu'en 1813, puis de 1815 à 1817. Il sert ensuite comme agent indien auprès des Creeks après le décès de Benjamin Hawkins mais est démis de ses fonctions en 1821 pour de fausses accusations de trafic d'esclaves. Il est finalement réélu au Sénat de Géorgie en 1836.
Il meurt le 22 avril 1837 à Milledgeville.